# Graham Potter
Graham Stephen Potter, född 20 maj 1975 i Solihull, är en engelsk fotbollstränare för West Ham United och tidigare fotbollsspelare. Han har varit tränare i Östersunds FK, Swansea City, Brighton & Hove Albion och Chelsea.
När Graham Potter var med och tog upp Östersunds FK till allsvenskan för första gången och slutade debutsäsongen (2016) på åttonde plats blev han utsedd till årets allsvenska tränare med god marginal. Han vann utmärkelsen på nytt i november 2017, efter att han fört Östersund till en allsvensk femteplats och succé i Europa League, där laget bland annat slog ut Galatasaray och PAOK i kvalet.
Som aktiv spelade Graham Potter Premier League-fotboll med Stoke City, Southampton och West Bromwich, samt även i The football League och The football League 2. Han ryktades till Malmö FF som tränare 2016 men stannade då kvar i Östersunds FK, då Malmö FF beslutade sig att säga nej för han ej var "tillräckligt redo".
När Potter var tränare för Brighton & Hove Albion värvades han hösten 2022 av Chelsea som huvudtränare efter att Thomas Tuchel fått sparken som lagets tränare. Den 2 april 2023 blev han avskedad från klubben.
Senare under år 2023 fick han förfrågan om att efterträda Janne Andersson som förbundskapten för Sverige, men tackade nej.